# Werner von Freier
Werner von Freier (* 20. Juni 1854 in Hoppenrade; † 3. März 1921) war ein deutscher Forstbeamter.

## Leben
Werner von Freier wurde geboren als Sohn des Herrn auf Gut Hoppenrade Karl von Freier und der Emma geb. von Wilamowitz-Möllendorff. Nach dem Besuch der Klosterschule in Roßleben studierte er in Bonn und an der Forstakademie Eberswalde. 1874 wurde er Mitglied des Corps Borussia Bonn. Nach dem Studium trat er in den preußischen Forstdienst ein. Er wurde Königlicher Forstmeister und Verwalter der Oberförsterei Woidnig im Landkreis Guhrau und später schlesischer Regierungs- und Forstrat. 1910 war er in Berlin Landforstmeister. Zuletzt war von Freier als Oberlandforstmeister an der Spitze der Preußischen Staatsforstverwaltung. Er war in erster Ehe verheiratet mit Katharina von Wedel-Parlow und in zweiter Ehe mit Adele von Niebelschütz. Aus der ersten Ege war die Tochter Katharina. Aus der zweiten Ehe stammten drei Kinder, der Sohn Karl, der erst Offizier war und mit seiner Familie in Port.- Ostafrika eine Plantage aufbaute. Der zweite Sohn Werner Wolf war auch verheiratet, er starb als Oberleutnant 1945. Die Tochter der Familie, Ruth (1895–1951), heiratete den Forstmeister Wilhelm von Bismarck, dieser arbeitete später in Peru.
Sein Bruder war der Kammerherr und Schlosshauptmann von Carlsruhe Gottfried von Freier.